# La Farlède
La Farlède település Franciaországban, Var megyében. Lakosainak száma 9745 fő (2022. január 1.). La Farlède La Crau, La Garde, Solliès-Ville és La Valette-du-Var községekkel határos.

## Népesség
A település népességének változása:
| Lakosok száma | 8719 | 8748 | 8883 | 9083 | 9348 | 9614 | 9605 | 9658 | 9745 |
|               | 2013 | 2015 | 2016 | 2017 | 2018 | 2019 | 2020 | 2021 | 2022 |